# Từ thiện
Từ thiện là một hành động trợ giúp người yếu kém, người gặp nạn, hoặc có hoàn cảnh khó khăn. Hoạt động từ thiện có thể thông qua hình thức quyên góp, hiến tặng bằng tiền, vật phẩm, thời gian hay là cứu trợ nhân đạo, xóa đói giảm nghèo, chăm sóc sức khỏe,... Những hành động như trợ giúp tinh thần, an ủi, ổn định tâm lý người gặp nạn, hoặc dành thời gian, công sức làm việc cho các tổ chức từ thiện cũng được xem là hành động từ thiện. Từ thiện nên được xuất phát từ tấm lòng, theo khả năng của người muốn làm từ thiện và không bị bắt buộc bởi bất kỳ một người hay tổ chức nào. Từ thiện có thể là hành động của cá nhân hay là một tập thể, cộng đồng, thông qua các Tổ chức từ thiện.

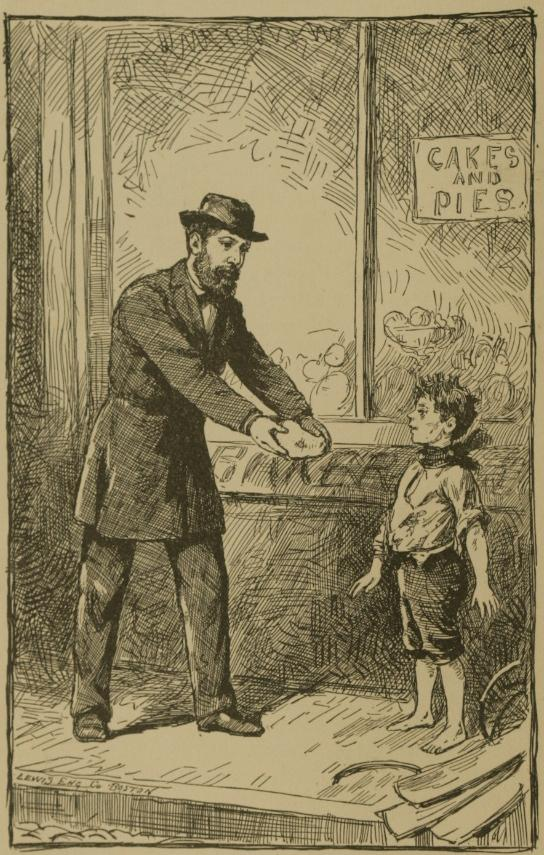
Tranh vẽ về sự từ thiện, năm 1884. Hiến tặng với sự trân trọng (bằng 2 tay)

Từ thiện là một từ Hán Việt. Theo từ điển Hán Việt Thiều Chửu, từ thiện (慈善) là kết hợp giữa hai từ Từ (thương yêu, như là nhân từ (thương người), từ tâm (lòng thương)) và Thiện (tốt, lành, hợp với đạo đức). Vậy từ thiện có nghĩa là làm việc tốt, hợp với đạo lý,  từ lòng yêu thương (người). Những hành vi, việc làm tốt mà không xuất phát từ lòng thương thì không được gọi là 'Từ Thiện'.
Từ xưa, từ thiện được xem là căn bản của đạo đức và tình nhân đạo cũng như là một đức tính hay là đức hạnh cần thiết trong nhiều tôn giáo. Trong Kitô giáo, Do Thái giáo, Phật giáo và Hồi giáo, các giáo dân được khuyến khích thực hiện việc này.

## Đặc điểm

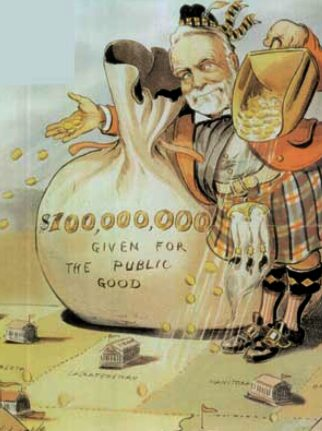
Hí họa về nhà từ thiện " Andrew Carnegie với vòi hoa sen vàng" năm 1903

Vì việc từ thiện thường là một việc tự nguyện, nên không có những nguyên tắc bắt buộc nào. Tuy nhiên, theo quan điểm chung là từ thiện là hành vi giúp người nhưng không phải tất cả hành động giúp người nào cũng được gọi là từ thiện. Từ thiện thường phải đi chung với bất vụ lợi (làm không vì lợi ích riêng) và thiện nguyện (tự nguyện làm vì điều tốt).
Các tôn giáo có những luật hay là hướng dẫn cụ thể cho giáo dân về hình thức hiến tặng, để đạt kết quả tốt nhất cho người cho và người nhận (đọc ở dưới).
Tại Hoa Kỳ có một hệ thống phát triển cao của các tổ chức từ thiện..
Quyên góp từ thiện đóng một vai trò quan trọng để trợ giúp người yếu kém và có nhu cầu, bên cạnh hệ thống phúc lợi công cộng do nhà nước tổ chức. Trong nhiều xã hội, các tổ chức từ thiện đã và đang là hình thức duy nhất giúp xóa đói giảm nghèo.

## Trong tôn giáo

### Kitô giáo

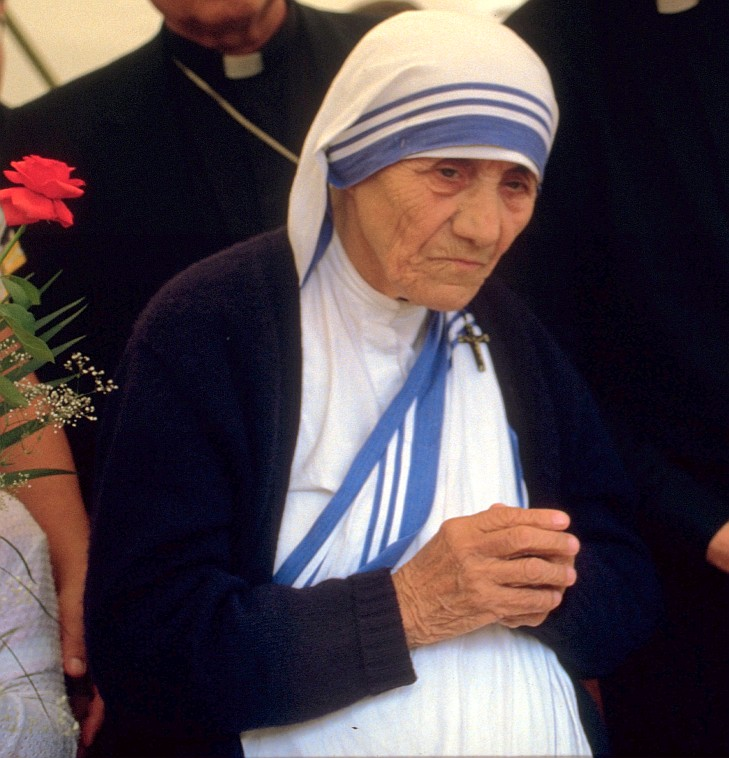
Mẹ Teresa, một nữ tu nhân đạo lập ra Dòng Thừa sai Bác ái

Trong Kitô giáo, bác ái là một nguyên tắc quan trọng (bác ái 博愛 = lòng yêu thương rộng khắp mọi người). Một trong những giới răn quan trọng nhất mà Chúa Giê Su dạy là: "Ngươi hãy yêu người gần gũi như chính mình". Thánh vịnh có câu "Phước cho người nào quan tâm đến kẻ yếu đau khốn khổ. Chúa sẽ giải cứu người ấy trong ngày hoạn nạn."  Trong bài giảng trên núi, Giê-Su cũng nhắc nhở "Phước cho những kẻ hay thương xót, vì sẽ được thương xót!" (Ma-thi-ơ 5:7). Dụ ngôn người Samari nhân lành cũng là lời Chúa thí dụ cho việc cần thiết phải cứu trợ người khác.
Kinh Thánh có rất nhiều đoạn nhấn mạnh đến nghĩa vụ cần thiết của việc san sẻ và đóng góp vì phúc lợi của người nghèo, bị khó khăn. Tân Ước có chép những tông đồ đầu tiên của Chúa Giê-Su đã san sẻ tài sản của mình cho nhau, và quyên góp giúp đỡ người bị thiên tai.
Theo quan điểm Công giáo, ngoài đặc điểm căn bản cần thiết, việc hiến tặng nên được trao với sự quan tâm chất lượng để thu được kết quả tốt cho người cho và người nhận. Do đó, hiến tặng nên thận trọng, trực tiếp để xứng đáng đến tay cá nhân hoặc gia đình (2 Thessalonians 3:10; Huấn Ca 12:04) xứng đáng; nhanh chóng kịp thời, để đảm bảo thuận lợi nhất (Châm ngôn 03:28); kín đáo và khiêm tốn (Mt 06:02); vui vẻ (2 Cor 9:7); phong phú (Tobit 4:9).

### Phật giáo

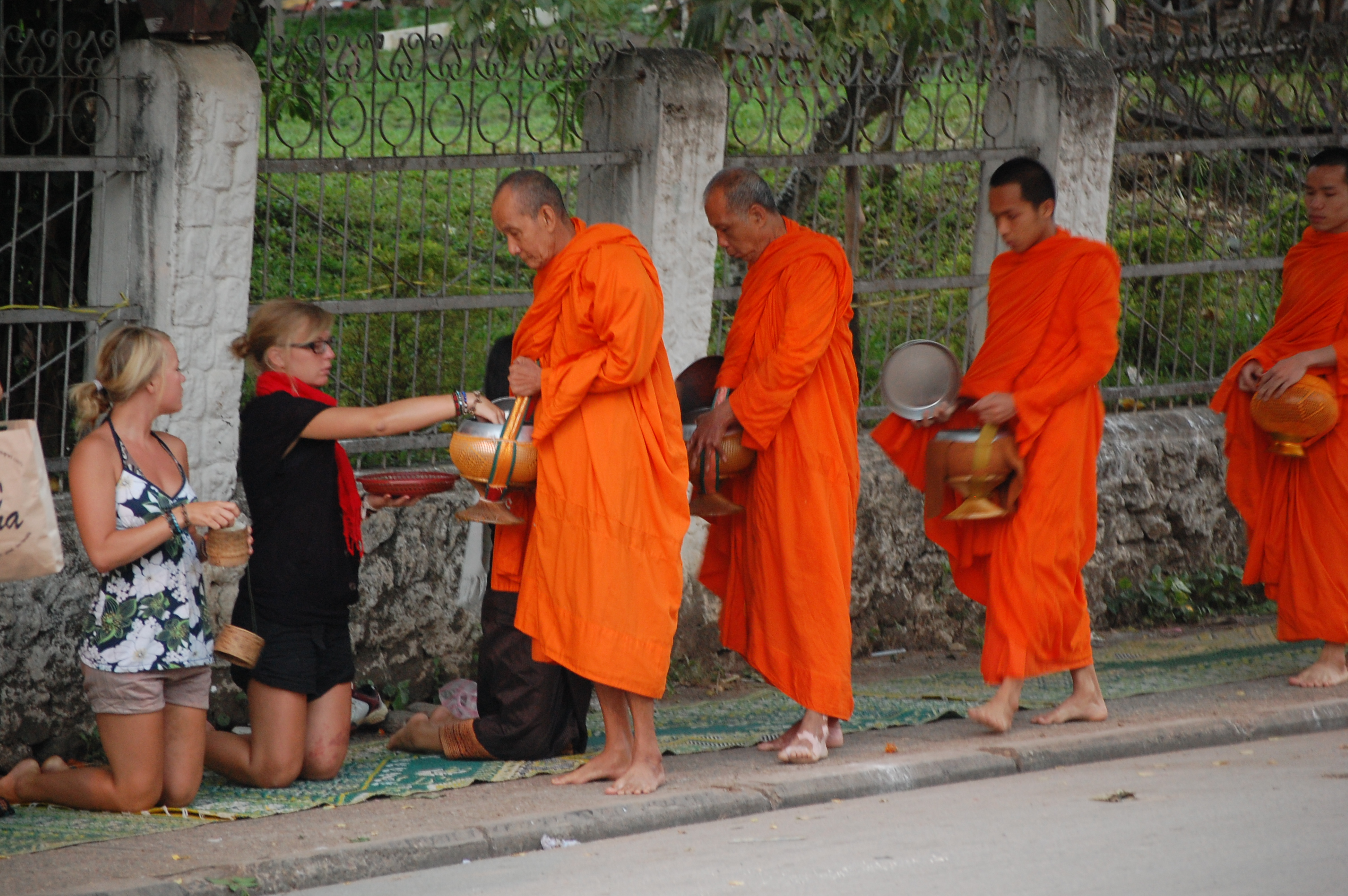
Người dân bố thí các tăng sĩ khất thực tại Lào

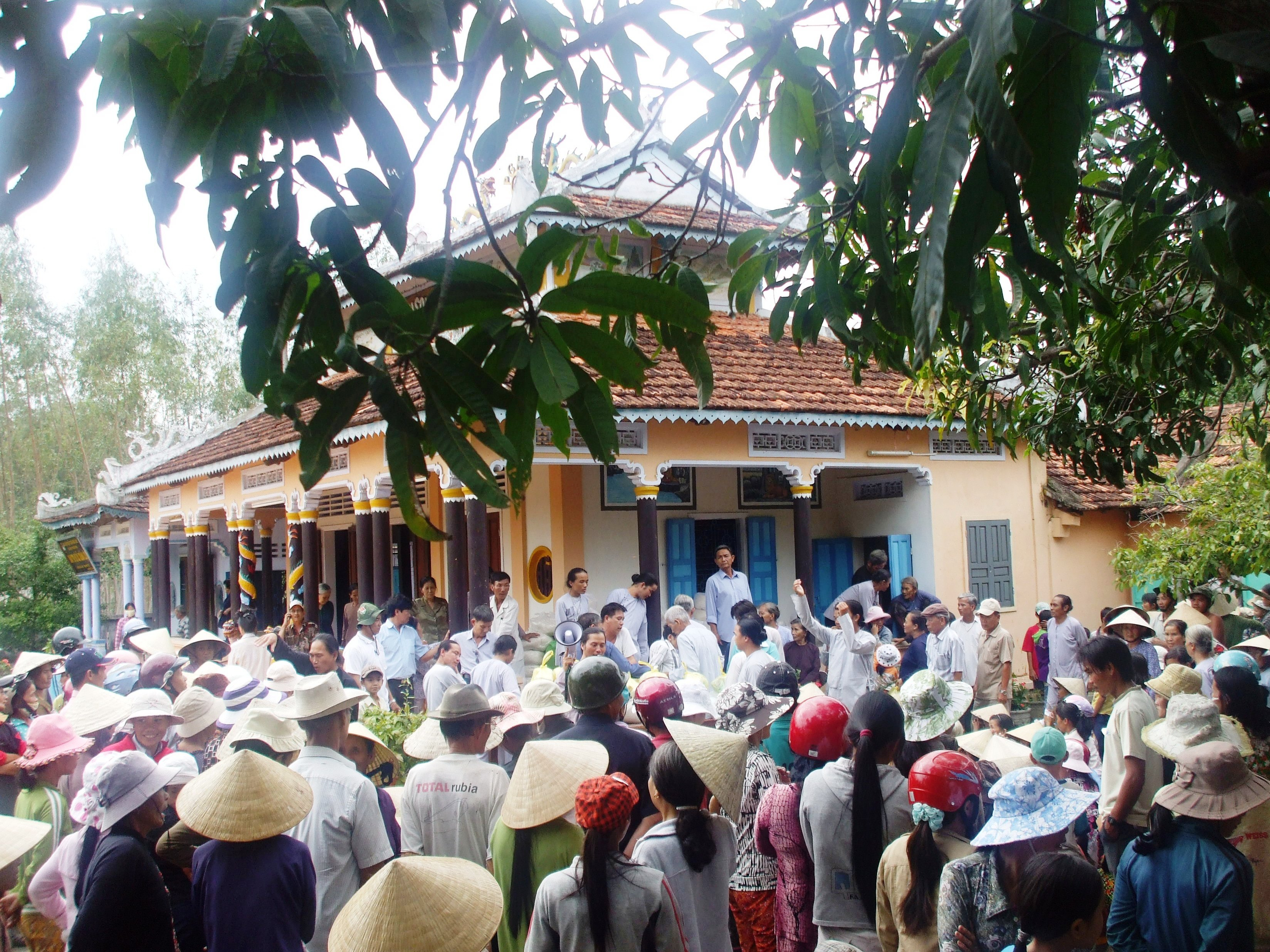
Tín đồ Phật giáo Hòa Hảo phát hàng cứu trợ cho đồng bào nghèo bị thiên tai, 2009

Theo Ba-la-mật-đa, trong quá trình tu tập để trở thành bồ tát thì hạnh bố thí đứng đầu. Bố (布) = Phân tán, ban phát cho khắp nơi, cho hết; thí (施) = giúp, cho, nghĩa là đem tiền của và các thứ mình có mà cấp cho người khác. Trong Phật giáo Nguyên thủy, bố thí được xem là phương tiện để đối trị tính tham ái, ích kỷ và được thực hành để tránh khổ đau của đời sau. Theo Đại thừa, bố thí là biểu hiện của lòng Từ bi và là phương tiện để dẫn dắt chúng sinh đến giác ngộ.
Hành động bố thí thức ăn cho các vị Khất sĩ hiện nay vẫn còn phổ biến tại các nước theo Phật pháp Nam truyền. Phật tử tại các nước này cúng tặng tiền bạc và phẩm vật cho chùa chiền và tăng sĩ, ngược lại các vị tỉ-khâu "bố thí" Phật pháp, hướng dẫn tu học. Hành động này cũng được xem là để nuôi dưỡng phúc đức.

### Do Thái giáo
Trong Do Thái giáo, việc từ thiện được xem là việc đúng, phải làm. tzedakah - một thuật ngữ tiếng Do Thái, thường được sử dụng để biểu lộ sự từ thiện, nhưng nguyên gốc có nghĩa là sự công chính - đề cập đến nghĩa vụ tôn giáo để làm những gì là đúng và hợp lý. Người Do Thái không thực hành từ thiện, nhân đạo và khái niệm này là hầu như không tồn tại trong truyền thống Do Thái. Thay vào đó, người Do Thái thực hành tzedakah, có nghĩa là "sự công chính" và "công lý". Người Do Thái khi đóng góp tiền bạc, thời gian và nguồn lực của mình để giúp cho những người nghèo, thì người đó không phải là nhân từ, hào phóng hay "làm từ thiện" mà người đó đang làm "việc đáng làm, phải làm" (công chính) đúng theo như đã chỉ dạy trong Torah (là phần luật của Kinh thánh Hebrew). Luật Torah yêu cầu 10% thu nhập của một người Do Thái phải được phân bổ cho "việc công bình", bất kể người nhận là giàu hay nghèo.
Nhà thần học Maimonides (thế kỷ 12), liệt kê Tám cấp độ của "sự công chính", "sự công bình", như được viết trong Mishneh Torah, Hilkhot matanot aniyim ("Luật về Ban cho người nghèo"), Chương 10:7-14, với các cấp từ cao xuống thấp:
- Cấp cao nhất: Cung cấp cho những người nghèo đủ khả năng để họ có thể tự sống độc lập (giúp để họ tự giúp mình). Thí dụ như cho vay không lãi suất cho một người có nhu cầu; hình thành một quan hệ đối tác lâu dài với một người có nhu cầu; cho một khoản trợ cấp cho người có nhu cầu; tìm kiếm một công việc cho một người có nhu cầu,...
- Từ thiện trong một cách mà các nhà tài trợ, người cho và người nhận không biết nhau (nặc danh), thông qua một người (hoặc quỹ đại chúng) nào là đáng tin cậy, uy tín, và có thể thực hiện hành vi tzedakah với tiền của họ một cách hoàn hảo nhất.
- Các ân nhân biết mình tặng ai, nhưng người nhận không biết danh tính của nhà tài trợ.
- Người cho không biết danh tính của người nhận, nhưng người được nhận lại biết người nào cho (Cho tzedakah công khai đối với một người không rõ).
- Tặng, trước khi được yêu cầu.
- Tặng, sau khi được yêu cầu.
- Tuy rằng cho không đủ, nhưng tặng với sự vui vẻ, thân thiện.
- Cấp thấp nhất: Tặng cho, với sự không vui vẻ (cho miễn cưỡng).[14]

### Hồi giáo
Trong Hồi giáo việc này được gọi là Zakat, và là một trong năm trụ cột chính của Hồi giáo, theo đó, giáo dân được khuyến khích tặng ít nhất 2,5% phần thu nhập mỗi năm của mình cho người khác.
Bên cạnh đó, Sadaqah (en) hoặc sadqah (tiếng Ả Rập: صدقة IPA: [sˤɑdæqɐ],* "từ thiện", "nhân từ", số nhiều ṣadaqāt صدقات) trong bối cảnh Hồi giáo hiện đại đã trở thành biểu thị cho "từ thiện tự nguyện". Theo Kinh Qur'an, từ này có nghĩa là một lễ vật tự nguyện, số tiền tùy theo ý muốn của nhà hảo tâm, để giúp đỡ người khác. Từ này cùng nguồn gốc với khái niệm tzedakah của người Do Thái, một từ tiếng Do Thái dùng để chỉ hành động cho đi tự nguyện, hợp với đạo lý.

### Các tôn giáo Ấn Độ

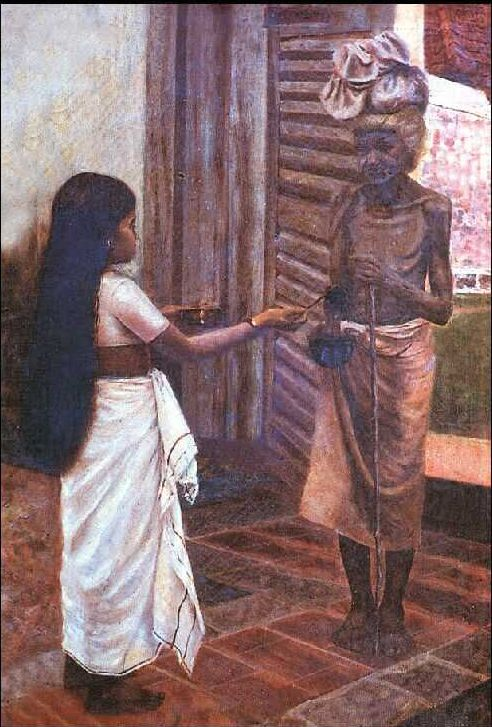
Làm Từ thiện, tranh vẽ bởi Raja Ravi Varma, thế kỷ 19

Trong Ấn Độ giáo, Phật giáo, Kỳ Na giáo và đạo Sikh, bố thí (Dāna) là việc thực hành nuôi dưỡng sự hào phóng, rộng lượng. Nó có thể dưới hình thức trao tặng cho một cá nhân đang gặp khó khăn hoặc cần giúp đỡ, hoặc các dự án công cộng từ thiện nhằm trao quyền và giúp đỡ nhiều người.
Dāna là một thực hành cổ xưa trong truyền thống Ấn Độ, bắt nguồn từ truyền thống Vệ Đà. Rig Veda quy định từ thiện là nghĩa vụ và trách nhiệm của mọi công dân. Các ghi chép lịch sử, chẳng hạn như ghi chép của nhà sử học Ba Tư Abū Rayḥān al-Bīrūnī, người đã đến thăm Ấn Độ vào đầu thế kỷ 11, cho thấy dāna là một tập tục thời cổ đại và trung cổ trong các tôn giáo Ấn Độ.
Dāna đã được định nghĩa trong các văn bản truyền thống, là một hạnh trong Ba-la-mật-đa,  là "bất kỳ hành động từ bỏ quyền sở hữu đối với những gì một người được coi hoặc được xác định là của riêng mình và đầu tư tương tự vào người nhận mà không mong đợi nhận lại bất cứ điều gì". Điều này có thể được đặc trưng bởi sự rộng lượng không ràng buộc và vô điều kiện, cho đi và buông bỏ.
Ngoài ra, Sevā (cũng được phiên âm là sewa) (en), trong Ấn Độ giáo và đạo Sikh, là khái niệm về sự phục vụ vị tha được thực hiện mà không mong đợi được khen thưởng khi thực hiện. Những dịch vụ như vậy có thể được thực hiện để mang lại lợi ích cho người khác hoặc cộng đồng. Sevā có nghĩa là "phục vụ". Một cách giải thích gần đây hơn của từ này là "cống hiến cho người khác". Trong Ấn Độ giáo, hành vi này còn được gọi là karma yoga, như đã được ghi trong Bhagavad Gita.

## Hình ảnh

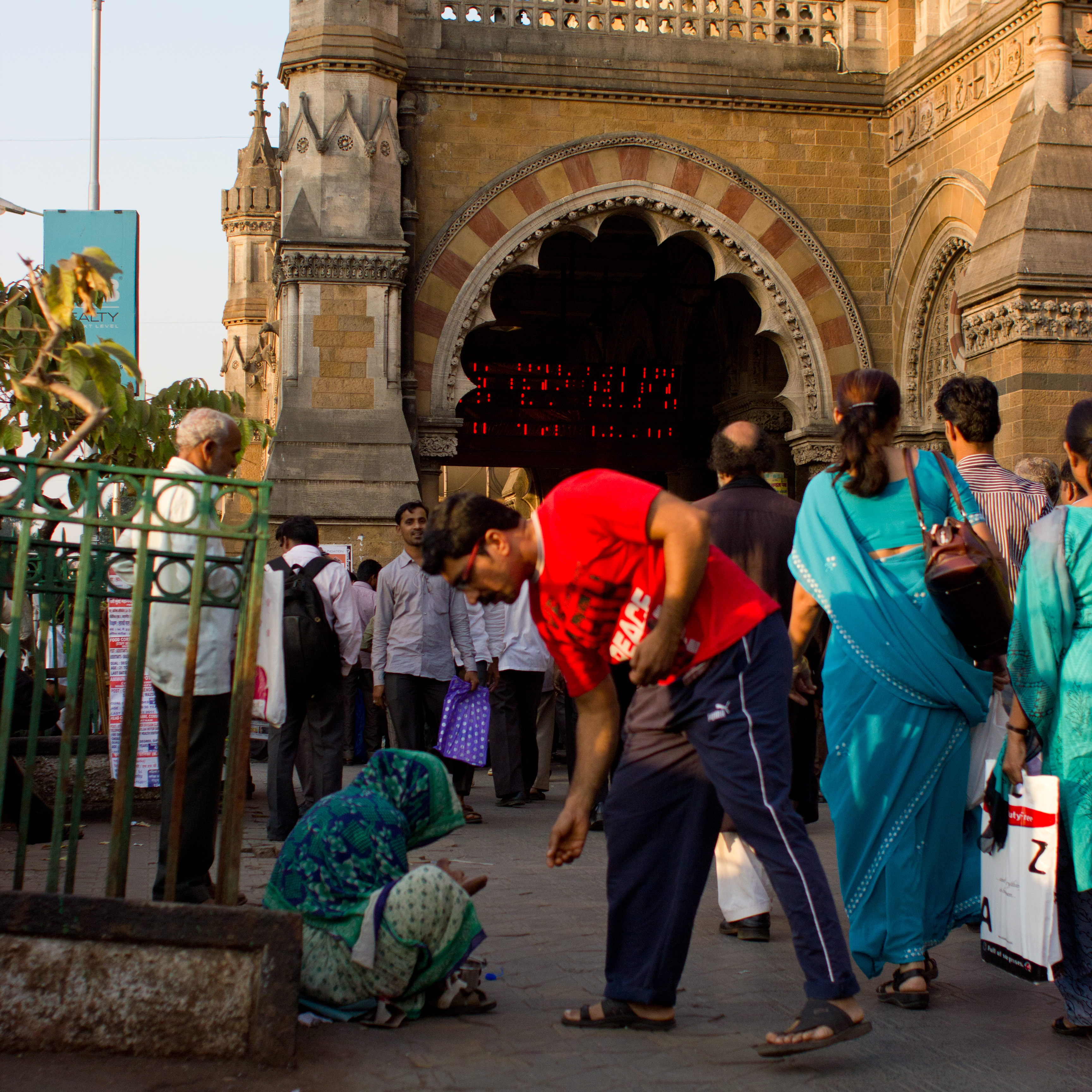
Một người đàn ông ở Mumbai tặng tiền một phụ nữ không có ngón tay
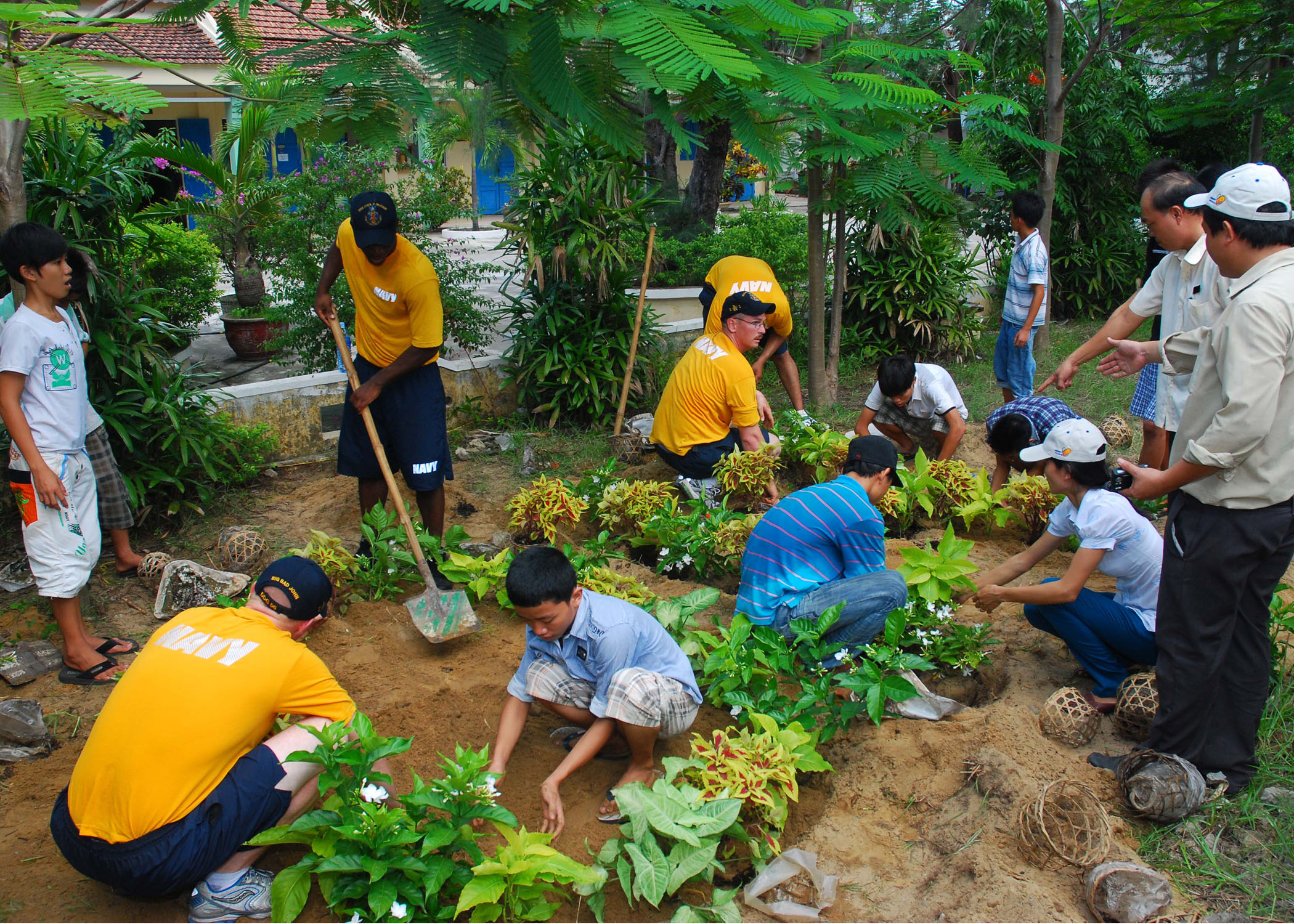
Hải quân Hoa Kỳ, khi viếng thăm Đà Nẵng năm 2010, đã cùng làm việc cho một dự án xây dựng Trại trẻ mồ côi
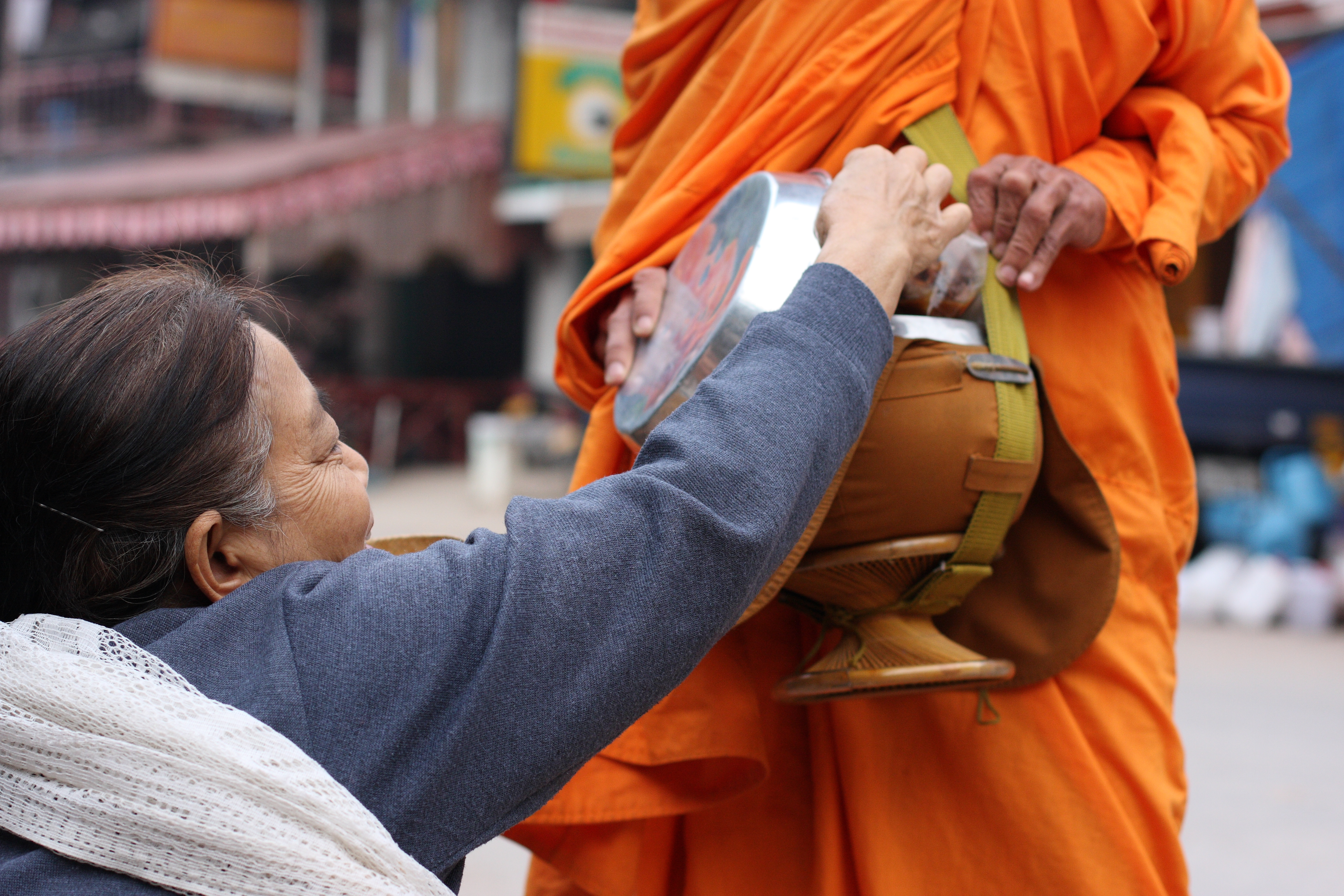
Bố thí thức ăn cho các tăng sĩ tại Lào
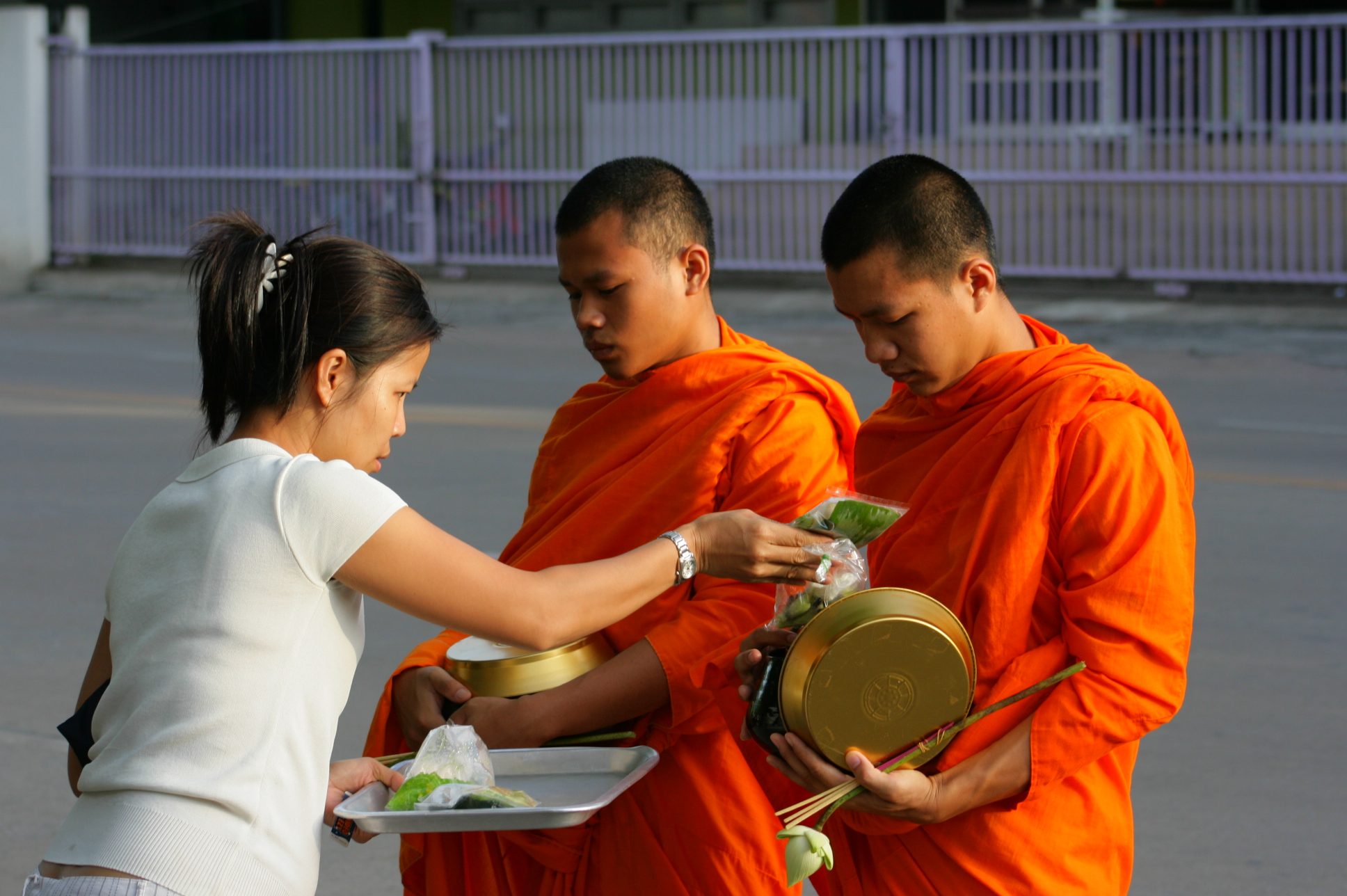
Bố thí tăng sĩ tại Thái Lan
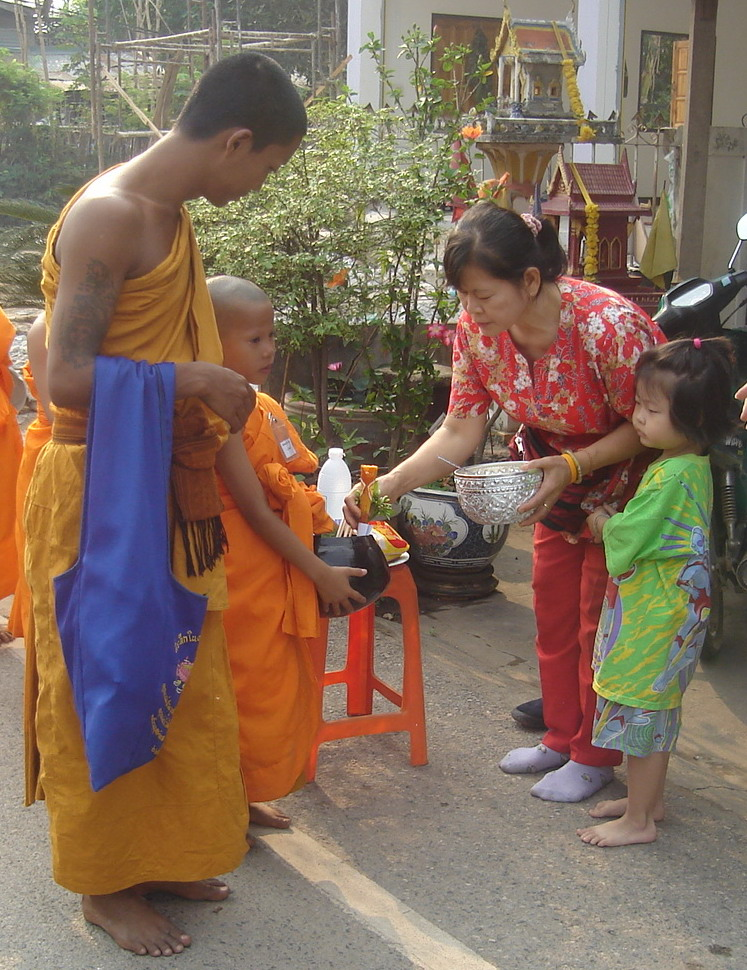
Chia sẻ thức ăn với các vị tăng và tiểu tăng tại Thái Lan
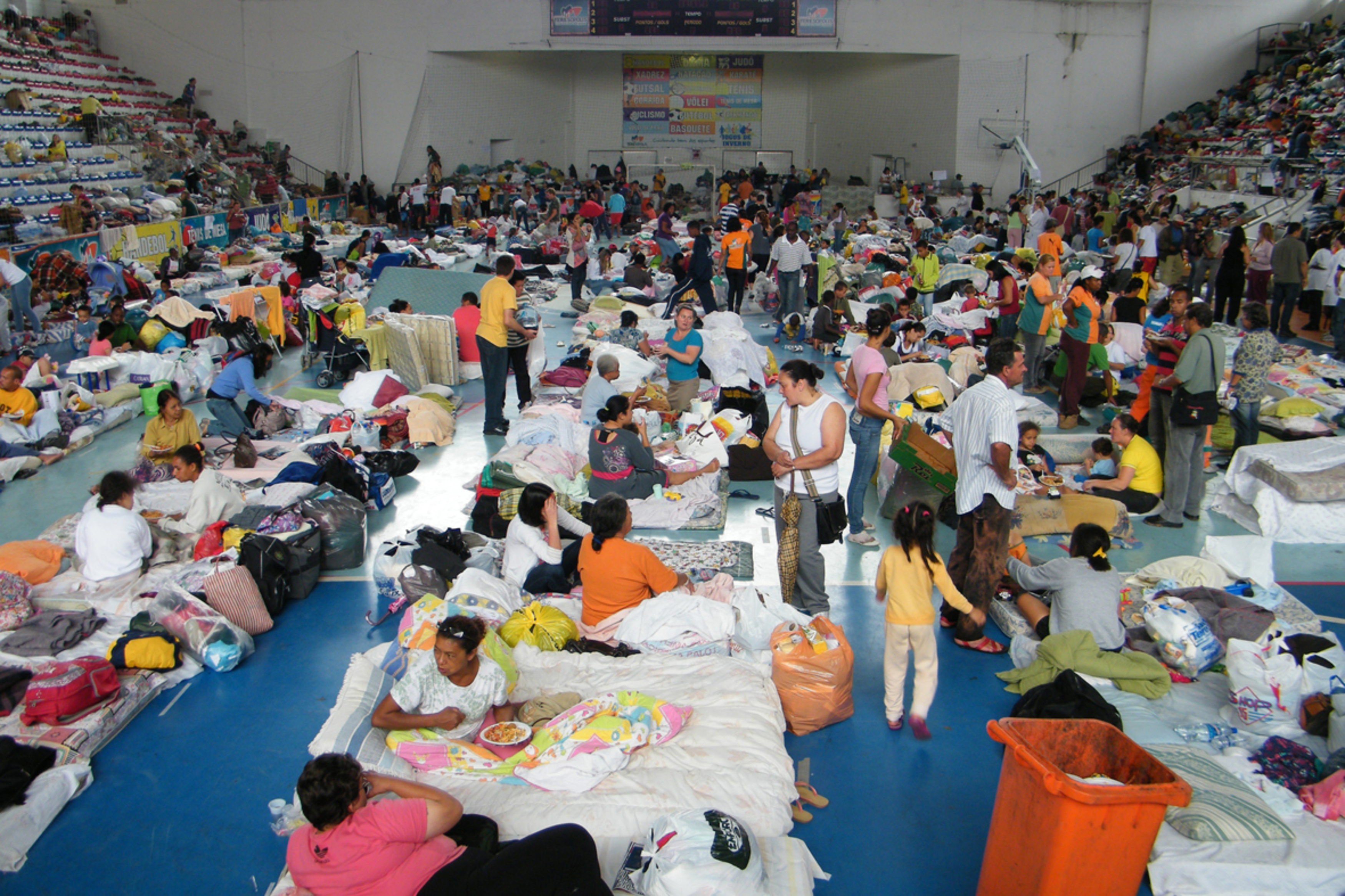
Những người vô gia cư sau trận lụt năm 2010 tại Brazil được đưa tới 1 hội trường thể thao tạm trú, và được tặng chăn mềm, quần áo
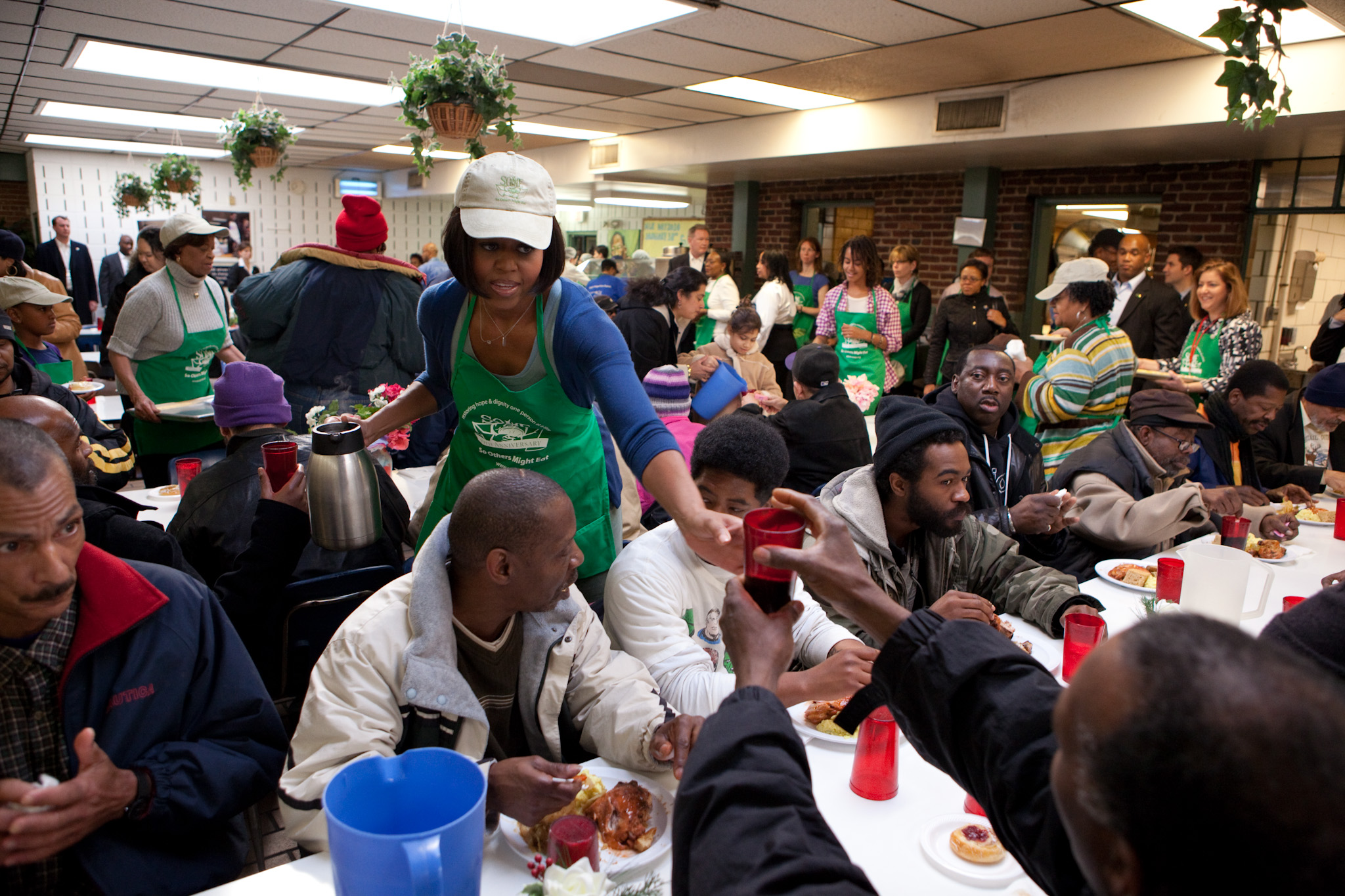
Michelle Obama, Phu nhân Tổng thống Hoa Kỳ Obama tổ chức và trực tiếp phục vụ buổi trưa cho người nghèo tại nhà bếp Washington ngày 18/1/2010
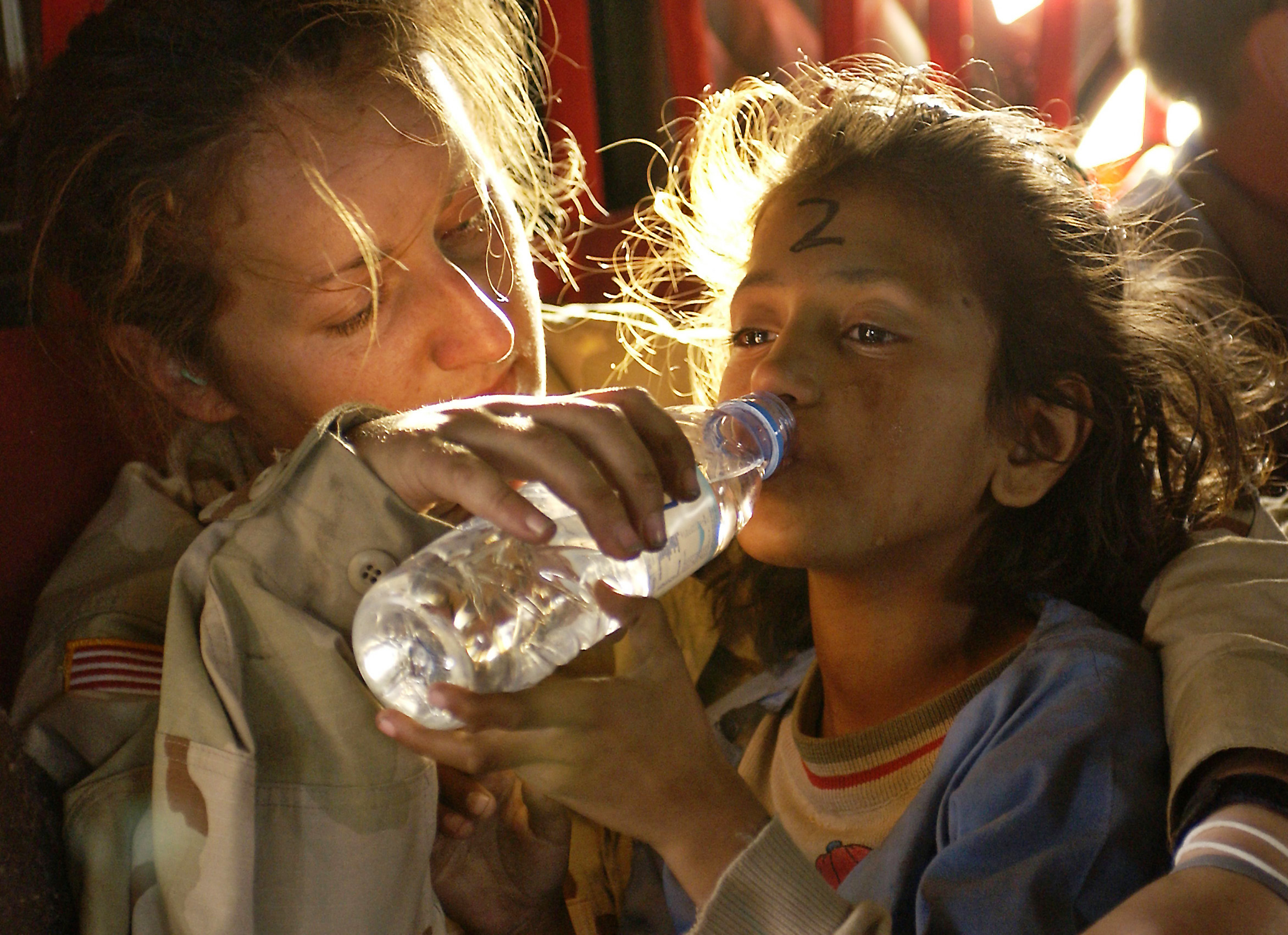
Một bé gái Pakistan được cho uống nước năm 2005